# Cerkev Uvedení přesvaté Bohorodice do chrámu (Bârsana)
Cerkev Uvedení přesvaté Bohorodice do chrámu je dřevěná cerkev z roku 1720 v  obci Bârsana v regionu Maramureš v severním Rumunsku.
Jedna z osmi cerkví nacházejících se v regionu Maramureš, které v roce 1999 byly zapsány na seznam světového dědictví UNESCO.

## Popis
Cerkev Uvedení přesvaté Bohorodice do chrámu je jednolodní dřevěná svatyně se stupňovitou střechou z roku 1720, od roku 1806 stojí na vršku Jbâr za obcí Bârsana. Podle legendy se na vršku nacházel hřbitov zemřelých na mor, jejíž duše našly klid až po přenesení svatyně na toto místo. Po přenesení stavby byl dodán patrový portikus. 
Chrám dvojsrubové konstrukce (předlodí - loď) byl postaven z dubových trámů na obdélném půdorysu s oltářem v absidě, která je odsazena na kamenné podezdívce na polygonálním půdorysu. Nad předlodí se tyčí zvonice. Věž zvonice je zakončena vysokou jehlanovou střechou se spodním zalomením. Zvonové patro je otevřené arkádovými okny. V roce 1929 byla vyříznutá okna ve stěně mezi předlodí a lodí. Klenba lodi je polygonální s výmalbou.
Mezi jinými dřevěnými cekvemi Marmaroše se liší vnitřní barokní výmalbou, kterou provedl Toader Hodor a Ioana Plohoda, kteří byli ovlivněni barokem a rokokem. V tomtéž stylu je proveden ikonostas. Malba je provedena na vápenném podkladě. Nejlépe dochovaná výmalba se nachází v lodi a na oltáři.
Cerkev byla opravena v letech 1963–1965 a následné konzervátorské práce byly provedeny v roce 1997.

## Galerie

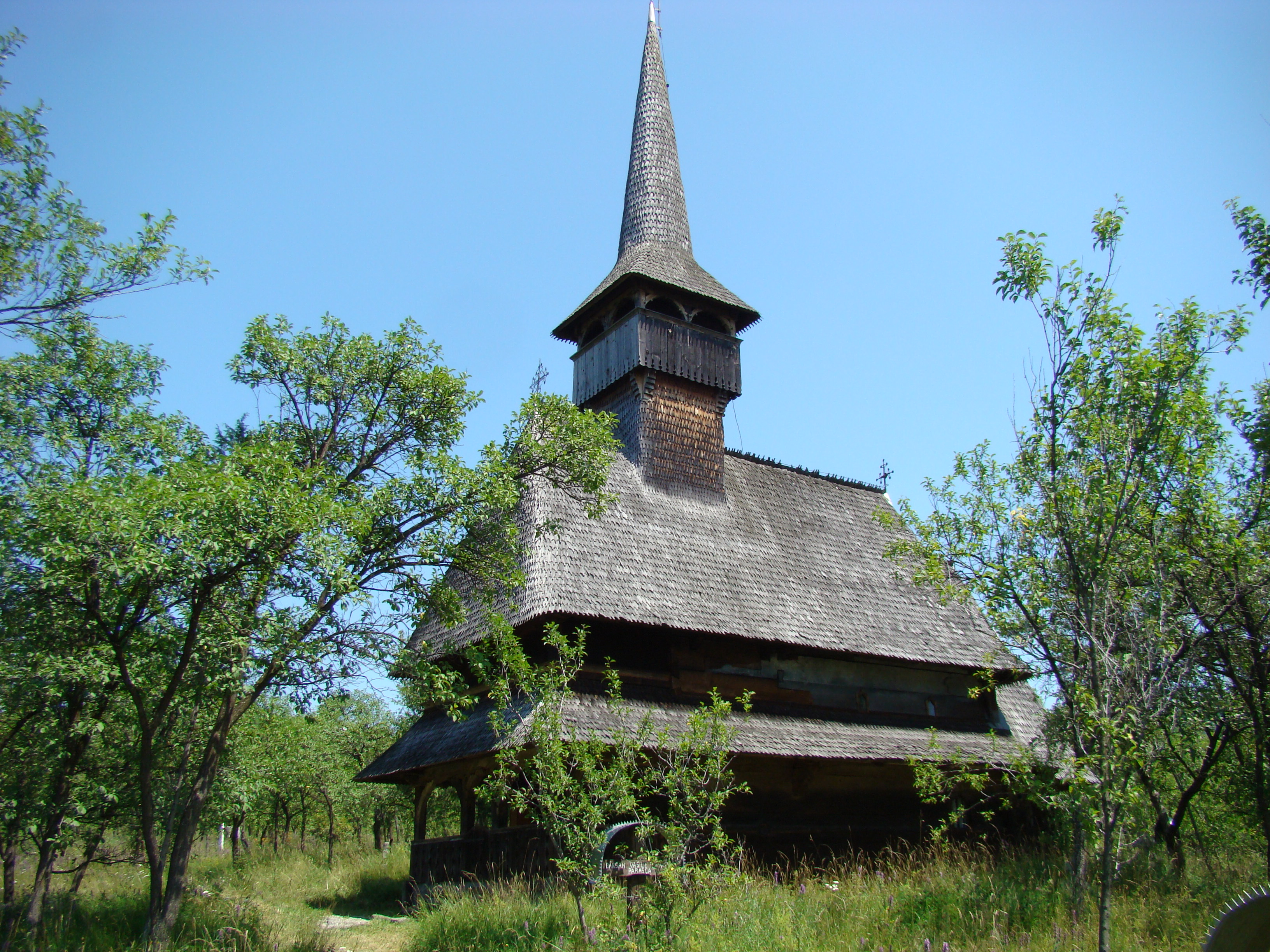
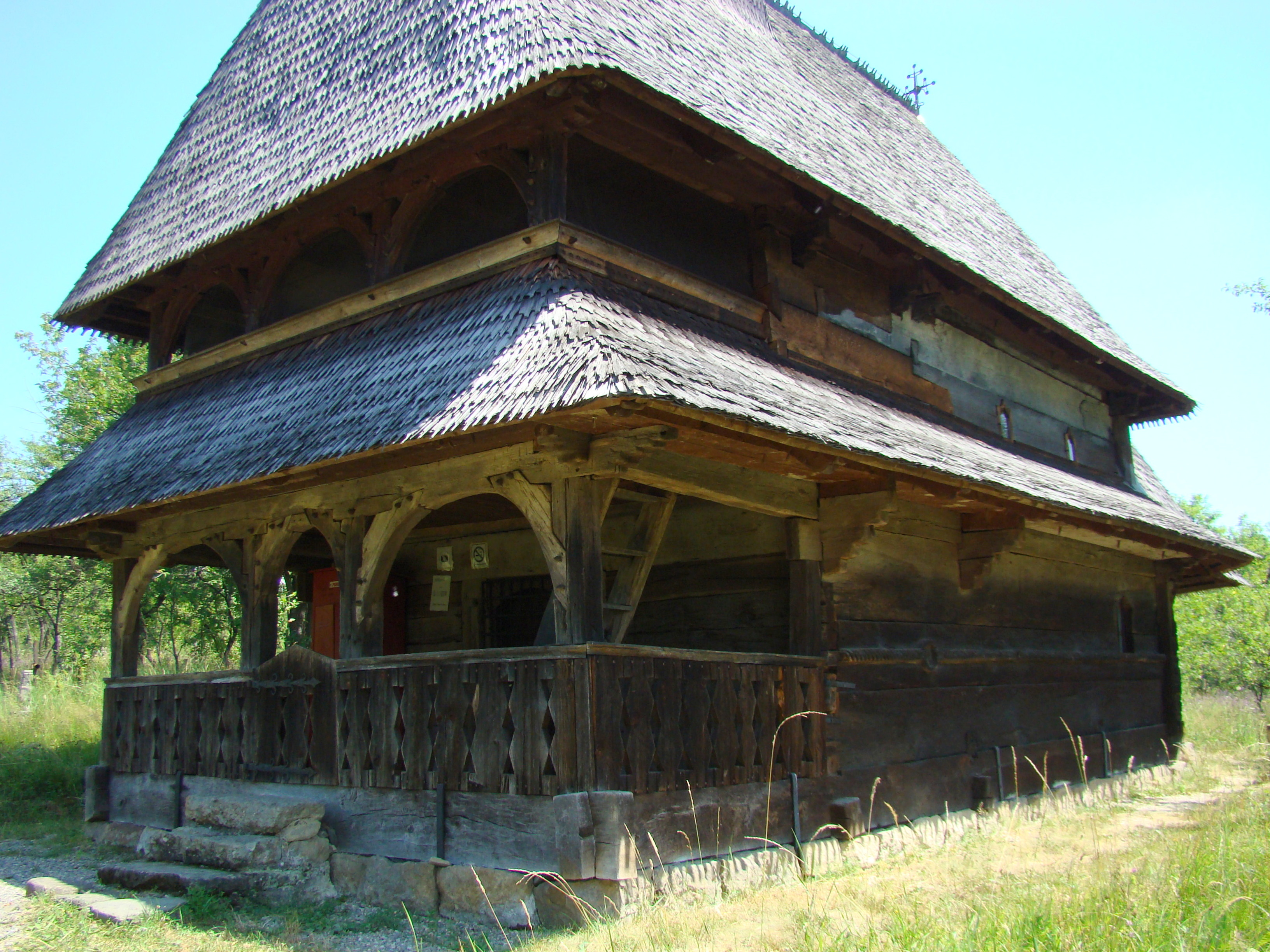
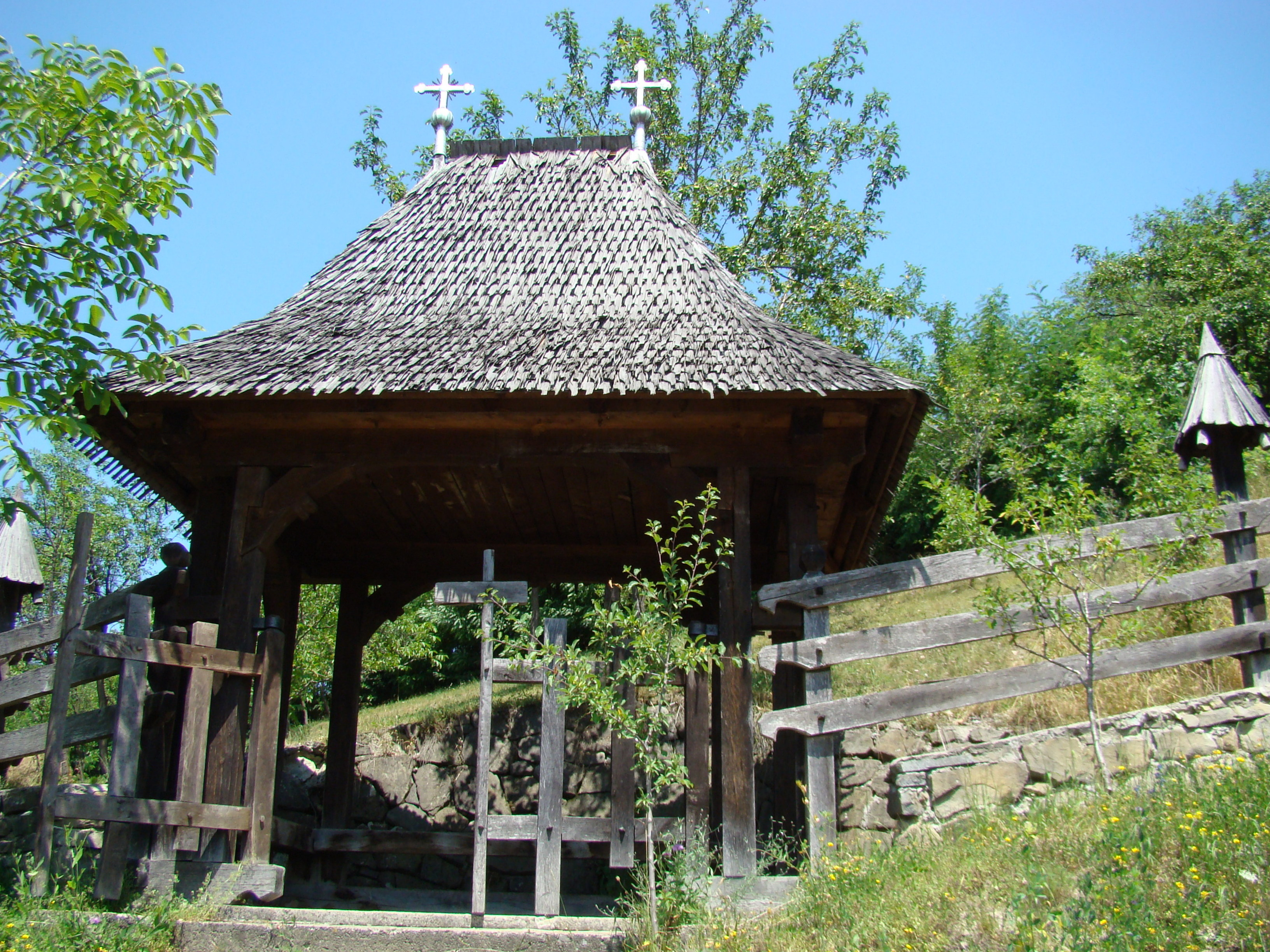
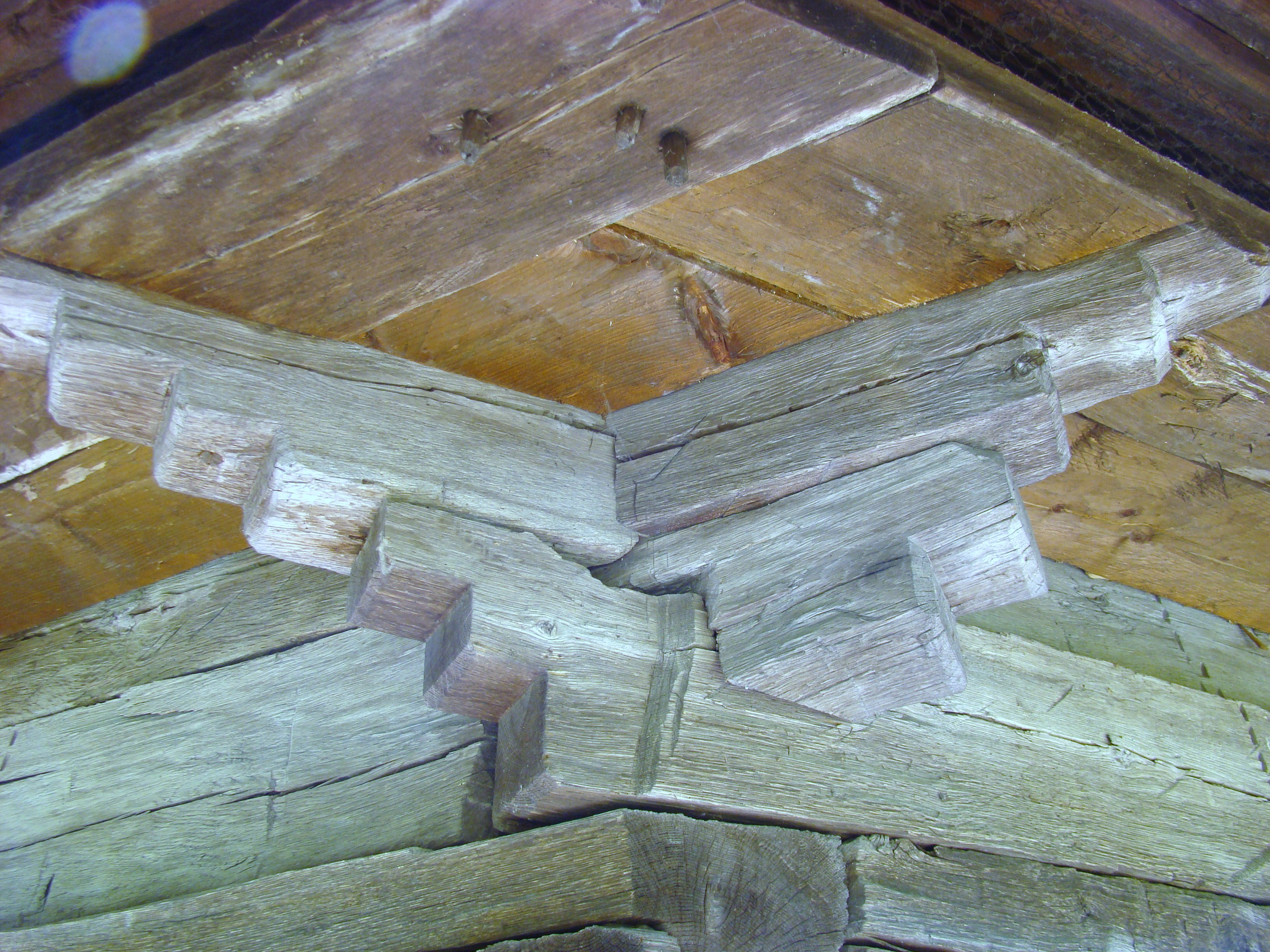
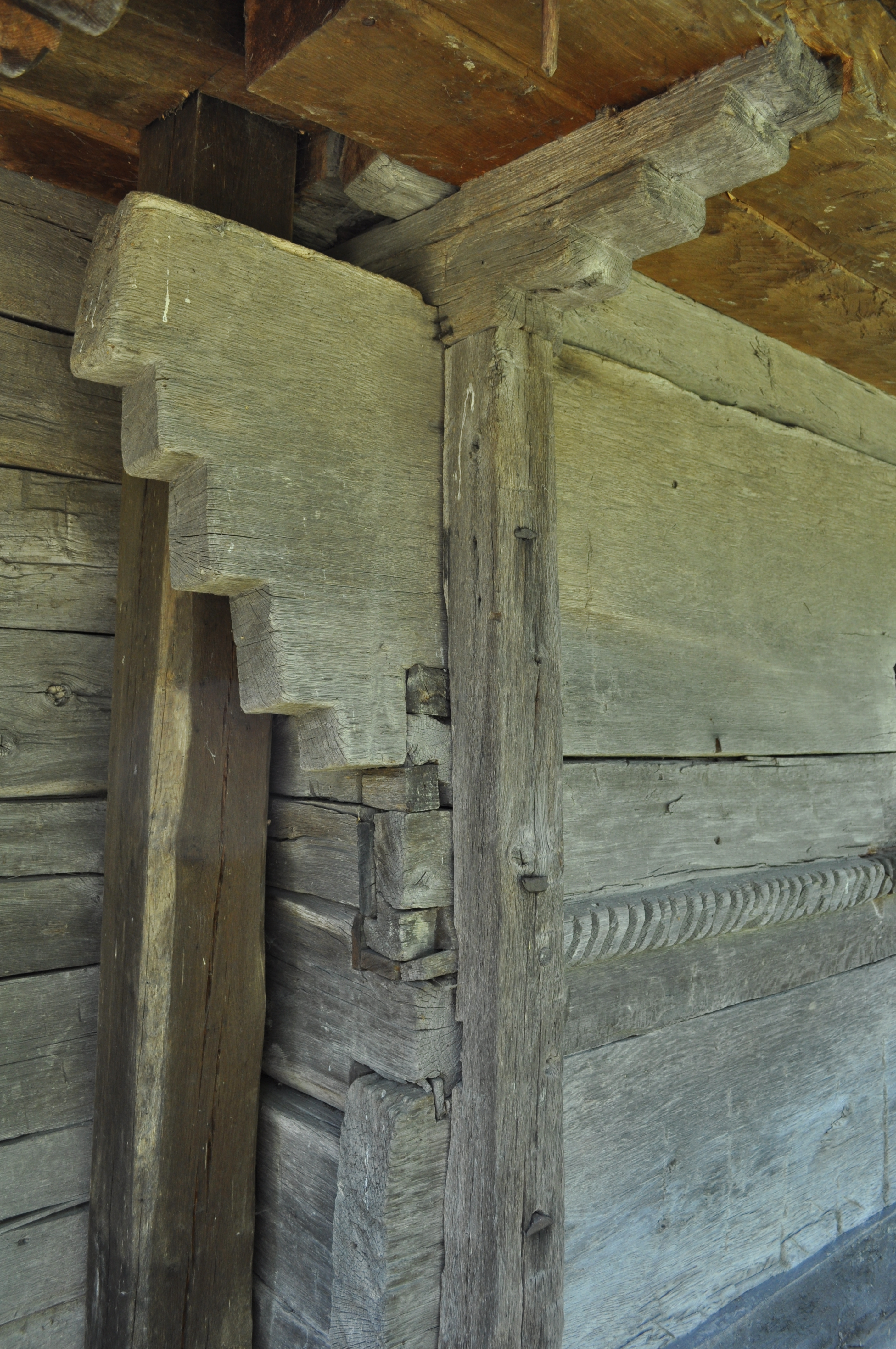
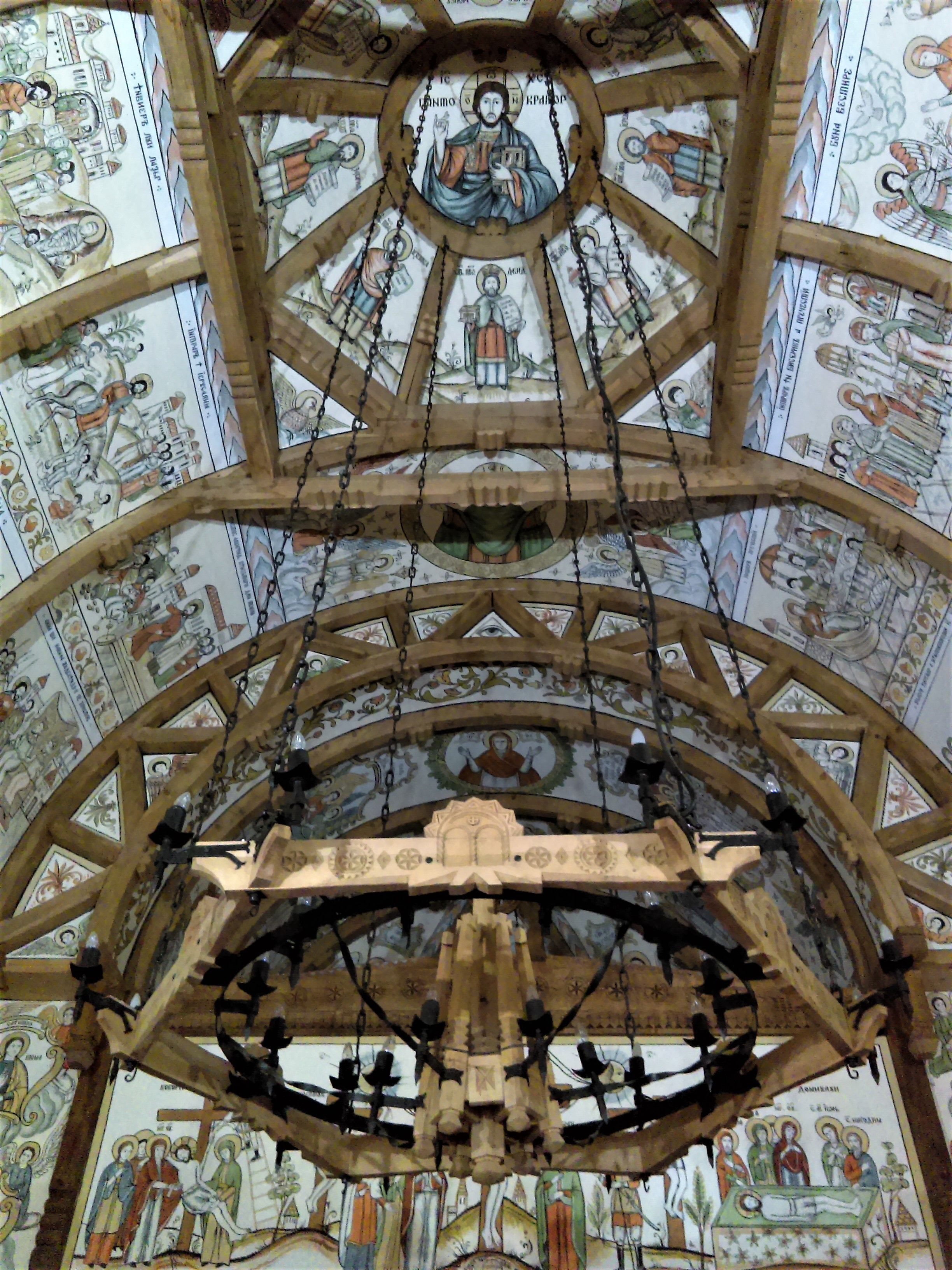
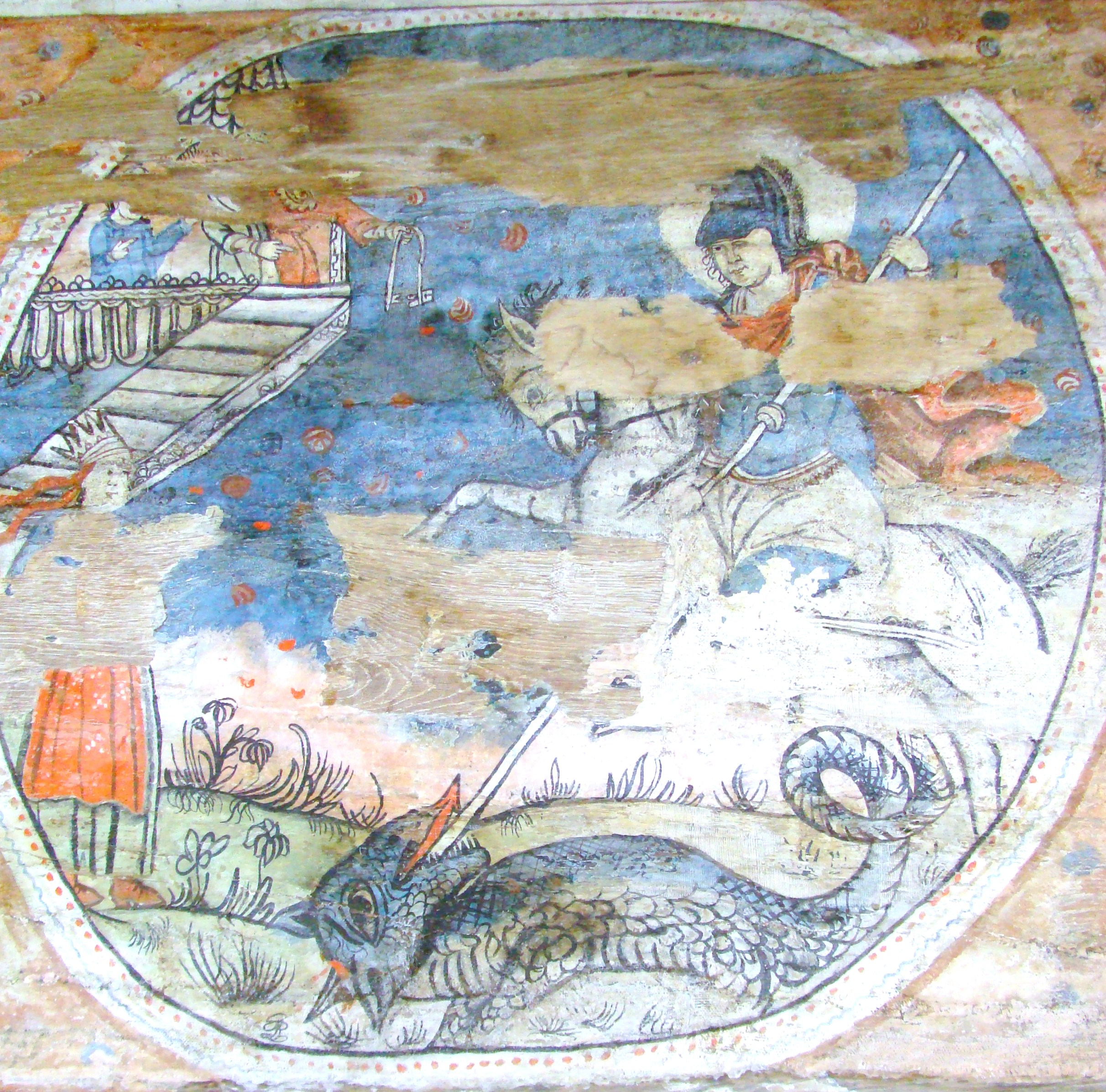
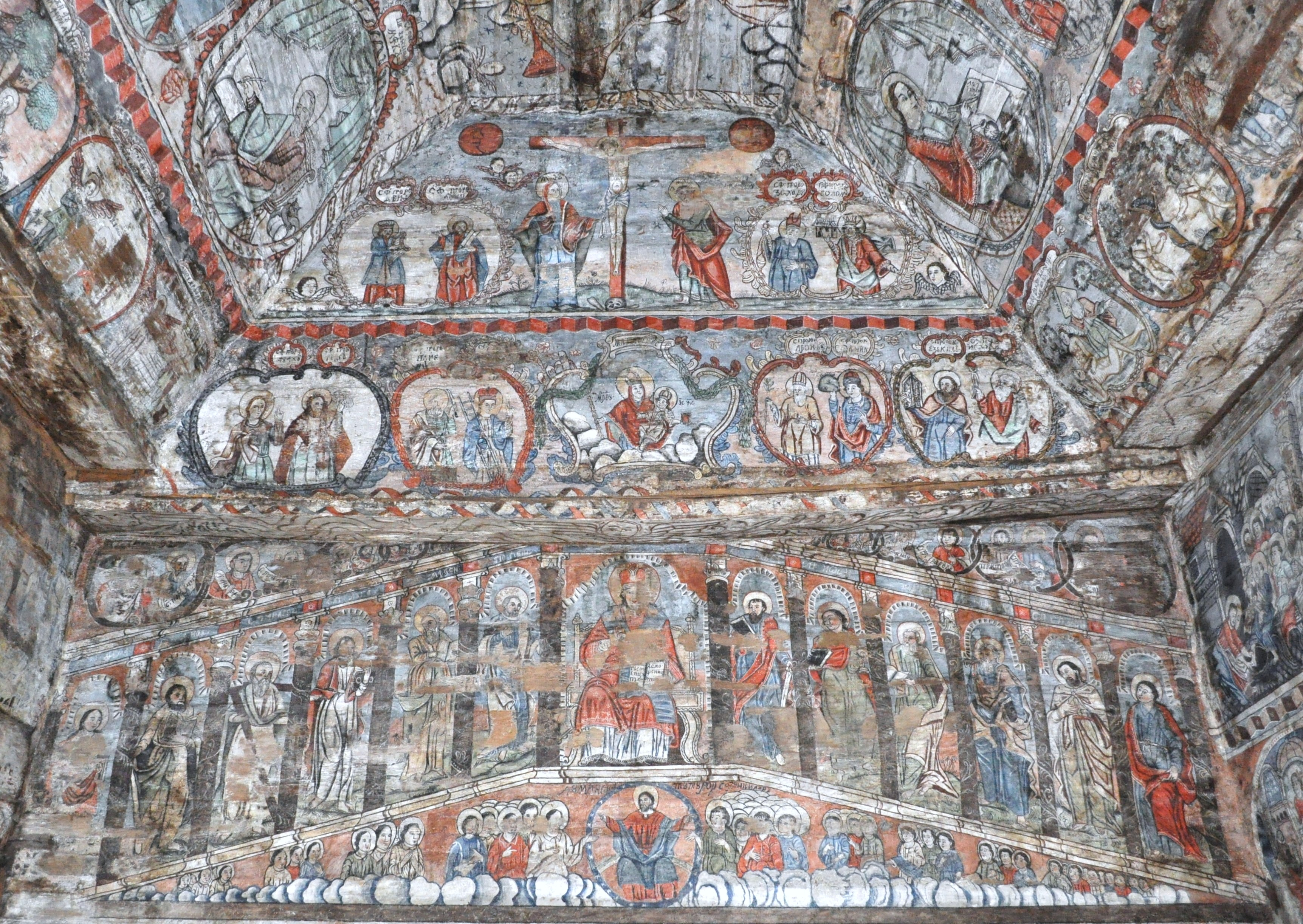